# 原口昇
原口 昇（はらぐち のぼる）は日本のアニメーション音響監督。

## 来歴・人物
有限会社フォニシア所属（代表: 若林和弘）。

## 作品リスト
※ 特記のない限り全て音響監督としての参加

### テレビアニメ
2002年
- 攻殻機動隊 STAND ALONE COMPLEX（録音スタッフ）

2004年
- お伽草子（調整助手）
- KURAU Phantom Memory（録音助手）
- 攻殻機動隊 S.A.C. 2nd GIG（録音スタッフ）
- 風人物語（調整助手）

2005年
- ジンキ・エクステンド（調整助手）

2007年
- 精霊の守り人（音響制作担当）

2008年
- ソウルイーター（音響監督助手）
- true tears（音響監督助手）
- xxxHOLiC◆継（音響監督助手）
- 薬師寺涼子の怪奇事件簿（音響監督補佐）

2010年
- 侵略!イカ娘（音響監督助手）
- HEROMAN

2011年
- 青の祓魔師（音響監督助手）
- GOSICK -ゴシック-
- 侵略!?イカ娘 ※若林和弘との連名
- よんでますよ、アザゼルさん。（音響監督助手）

2012年
- CØDE:BREAKER（音響監督助手）
- ROBOTICS;NOTES（音響監督助手）

2013年
- RDG レッドデータガール（音響監督助手）

2014年
- 東京喰種トーキョーグール

2015年
- 東京喰種トーキョーグール√A

2016年
- 聖戦ケルベロス 竜刻のファタリテ

2017年
- ゼロから始める魔法の書

2018年
- イナズマイレブン アレスの天秤 ※三好慶一郎との連名
- イナズマイレブン オリオンの刻印 ※三好慶一郎との連名
- 東京喰種トーキョーグール:re

2021年
- セブンナイツ レボリューション -英雄の継承者-

2023年
- 事情知らない転校生がグイグイ来る

2024年
- 神は遊戯に飢えている。

2025年
- 鬼人幻燈抄
- 光が死んだ夏（台詞収録演出）

### OVA
2012年
- わんおふ -one off- ※若林和弘との連名

### 劇場アニメ
2008年
- テイルズ オブ ヴェスペリア 〜The First Strike〜（音響監督補佐）

### Webアニメ
2013年
- 恋旅〜True Tours Nanto（音響監督助手）